# エイドリアン・デル・カスティーヨ
エイドリアン・デル・カスティーヨ（Adrian Del Castillo, 1999年9月27日 - ）は、アメリカ合衆国・フロリダ州マイアミ出身の野球選手（捕手）。右投左打。MLBのアリゾナ・ダイヤモンドバックス所属。

## 経歴

### プロ入り前
高校最終年の2018年に打率.527、15本塁打、37打点の成績を記録。同年のMLBドラフト36巡目（全体1068位）でシカゴ・ホワイトソックスから指名されたが、契約を拒否してマイアミ大学へ進学した。
大学1年目の2019年は61試合に出場して打率.331、12本塁打、72打点の成績を記録。右翼手を本職としながら、捕手や三塁手、指名打者としてもプレーした。活躍が評価されアトランティック・コースト・カンファレンスのオールフレッシュマンチームとセカンドチームに選出された。
2年目の2020年から捕手を本職とするようになった。新型コロナウイルスの影響でシーズンが短縮された中で、16試合に出場して打率.358、2本塁打、15打点の成績を記録した。

### プロ入りとダイヤモンドバックス時代
2021年のMLBドラフト2巡目（全体67位）でアリゾナ・ダイヤモンドバックスから指名され、契約後はルーキー級アリゾナ・コンプレックスリーグ（ACL）のACLダイヤモンドバックスでプロデビュー。2試合に出場して5打数3安打の成績を記録した後に、A級バイセイリア・ローハイドに昇格。この年は2球団合計で24試合に出場し、打率.265、1本塁打、14打点を記録した。
2022年はA+級ヒルズボロ・ホップス、A級バイセイリア、ルーキー級ACLダイヤモンドバックスの3球団に所属し、合計で86試合に出場して打率.210、7本塁打、31打点を記録した。
2023年はAA級アマリロ・ソッドプードルズで開幕を迎え、7月にAAA級リノ・エーシズに昇格した。この年は2球団合計で100試合に出場し、打率.263、14本塁打、68打点を記録した。
2024年はAAA級リノで開幕を迎え、100試合に出場して打率.319、24本塁打、70打点という成績を記録し、8月6日にメジャー契約を結んでアクティブ・ロースター入りした。翌7日のアリゾナ・ダイヤモンドバックス戦にて「8番・捕手」で先発出場してメジャーデビュー。メジャー2試合目となる9日のフィラデルフィア・フィリーズ戦では、球団史上初となるメジャー初本塁打且つサヨナラ本塁打を放った。この年はメジャー25試合に出場して、打率.313、4本塁打、19打点を記録した。また、シーズン終了後にはAAA級パシフィックコーストリーグの最優秀選手（MVP）に選出された。

## 詳細情報

### 背番号
- 25（2024年 - ）